# John Colter
 (janvier 2017).
Si vous disposez d'ouvrages ou d'articles de référence ou si vous connaissez des sites web de qualité traitant du thème abordé ici, merci de compléter l'article en donnant les références utiles à sa vérifiabilité et en les liant à la section « Notes et références ».
Pour les articles homonymes, voir Colter.
John Colter, né vers 1774 et mort le 22 novembre 1813,, est un explorateur américain. 
Il est un des participants de l'expédition Lewis et Clark (1804−1806), qui avait pour but d'explorer les montagnes Rocheuses.

## Biographie
Pendant l'hiver 1807–1808, Colter explore la région de la Madison, l'actuel parc national de Yellowstone et découvre Colter's Hell. Il descend le Jackson Hole et voit la Teton Range. Il passe plusieurs mois seul dans les régions sauvages et est considéré comme l'un des premiers mountain man. Il parvient aux sources du rio Grande del Norte et fait connaître ses découvertes à Washington D.C..
Le pic Colter porte son nom.
Le roman de T. C. Boyle The Harder they come (Les Vrais Durs, paru en français chez Grasset en 2016) évoque plusieurs évènements de la vie de John Colter, notamment ses rencontres avec les Indiens Crows et sa fuite pour échapper aux Indiens Pieds noirs.